# Asura (Stargate)
Asura (designazione SGC: M7R-227, indirizzo Stargate: ) è un pianeta immaginario dell'universo fantascientifico di Stargate Atlantis.

## Storia

### Prima della Spedizione su Atlantide
Durante la guerra con i Wraith, i Lantiani costruirono un laboratorio sul pianeta, per via della presenza del Neutronium, un materiale indispensabile per costruire le naniti. Esse avrebbero dovuto distruggere i Wraith a livello cellulare. Le naniti però non furono mai usate come arma e aggregandosi, assunsero forma umana. Comprendendo che non sarebbero mai stati l'arma che i Lantiani sperarono e, vedendoli come una futura minaccia oltre ad un errore di laboratorio, inviarono una flotta di navi di classe Aurora per devastare il pianeta e distruggere i Replicanti. Tuttavia, un ridotto numero di naniti sopravvisse e cominciarono a costruire la loro civiltà, modellando Asura come una nuova versione di Atlantide.

### Contatto con la Spedizione
Studiando il database di Atlantide la spedizione scoprì tracce dell'esistenza di Lantani in vita su Asura, così, la squadra del colonnello John Sheppard e la dottoressa Elizabeth Weir giunsero su Asura per investigare. Prima di ritornare su Atlantide, la spedizione scoprì che gli abitanti di Asura non erano Lantiani, e quindi Antichi, ma una versione della Galassia di Pegaso dei Replicanti.
Ritenendoli una minaccia, l'Odyssey fu incaricata di sorvegliare il pianeta. In questo modo il Comando Stargate venne a sapere della creazione di un imminente flotta pronta ad attaccare Atlantide, così inviò la nuova nave, la Apollo ad attaccare il cantiere di astronavi. L'attacco danneggiò gravemente gli impianti degli Asurani ma essi furono in grado di attaccare Atlantide, costringendo la Spedizione a cambiare pianeta per la città.
A corto di energia, la Spedizione di Atlantide decise di rubare uno Zero Point Module (ZPM) da Asura. Il piano ebbe successo ma non prima di aver attivato il comando degli Asurani, programmato dai Lantiani, di attaccare i Wraith.
Dopo aver scoperto la posizione di tutte le navi di classe Aurora degli Asurani, sparse in tutta la galassia, la Daedalus, ora potenziata, e la Apollo costrinsero la flotta asurana, dopo diversi raid, a ritirarsi sul loro pianeta. Rodney McKay ideò quindi un piano per distruggere gli Asurani. Esso richiese 17 navi da guerra: la Daedalus, la Apollo, 7 navi alveari Wraith e 7 navi da guerra dei Viaggiatori (inclusa la Aurora stessa). Queste astronavi attaccarono il pianeta insieme, cercando di distruggere gli Asurani. McKay, con l'aiuto di un Replicante creato da lui che chiamò Fran, concentrò tutti gli Asurani in una massa enorme di naniti che cercò di affondare nel nucleo del pianeta, causandone la distruzione. L'esplosione distrusse tutti gli Asurani e tutta la loro flotta. Dal pianeta, prima che esplodesse, furono rubati tre ZPM che andarono uno a Wraith e due alla Spedizione di Atlantide.
Gli unici Replicanti che sopravvissero alla distruzione di Asura furono quelle del Gruppo di Niam, che aspiravano ad ascendere ed erano stati esiliati dal pianeta a bordo di una nave di Classe Aurora.

## Curiosità
Asura è un termine del sanscrito vedico che indica, nel Vedismo, la classe degli Dèi.